# Comedian Harmonists
Comedian Harmonists var en kendt tysk sanggruppe der blev dannet sidst i 1920'erne.
Gruppen, der bestod af fem mandlige sangere og en pianist optrådte i årene fra 1927 til 1934.
Repertoiret bestod af populære amerikanske sange, traditionelle folkesange, og adaptationer af klassiske værker som blev bearbejdet til barbershopstilen.
Gruppen sang på en måde der var inspireret af jazz, ved brug af falsetstemme, ofte med overdreven ironi som gav deres musik en komisk effekt.
I 1933 blev deres musik opfattet som 'entartete' og jødisk kunst og blev derfor forbudt. Gruppen opløste sig selv efterfølgende og dets tre jødiske medlemmer (Collin, Cycowski og Frommermann) flygtede fra Tyskland.

## Medlemmer
- Robert Biberti (1902–1985), bas
- Erwin Bootz (1907 –1982), pianist
- Erich A. Collin (1899–1961), andentenor
- Roman Cycowski (1901–1998), baryton
- Harry Frommermann (1906–1975), buffotenor
- Ari Leschnikoff (1897–1978), førstetenor

## Meistersextett
Biberti, Bootz og Leschnikoff fandt tre nye ikke-jødiske medlemmer og oprettede en ny gruppe under navnet Das Meistersextett (1935–1941).

## Comedy Harmonists
Collin, Frommermann og Cycowski oprettede en ny gruppe i Wien og optrådte i årene 1935–1941, først under navnet Comedian Harmonists, men fra 1937 som Comedy Harmonists.

## Den amerikanske eksilgruppe
Collin oprettede foråret 1948 en ny gruppe med amerikanske medlemmer under navnet Comedian Harmonists. Her sang han som baryton. Europaturen fulgte sommeren 1948, og fra september 1948 blev Harry Frommermann igen medlem af gruppen (nu med navnet Frohman).

## Repertoire
- Ein Freund, ein guter Freund (Heymann/Gilbert) – 1930
- Liebling, mein Herz läßt Dich grüßen (Heymann/Gilbert) – 1930
- Wochenend' und Sonnenschein (Ager/Amberg) – 1930
- Ich hab für Dich 'nen Blumentopf bestellt (Bootz/Karlick) – 1930
- Veronika, der Lenz ist da (Jurmann/Rotter) – 1930
- Das ist die Liebe der Matrosen (Heymann/Gilbert) – 1931
- Der Onkel Bumba aus Kalumba (Hupfeld/Rotter/Robinson) – 1932
- Schöne Isabella aus Kastilien (Bootz/Karlick) – 1932
- Irgendwo auf der Welt (Heymann/Gilbert) – 1932
- So ein Kuß kommt von allein (Grothe) – 1933
- Mein kleiner grüner Kaktus (Dorian/Herda) – 1934

## Filmografi
| År   | Filmtittel                                                  | Sang                                                               |
| ---- | ----------------------------------------------------------- | ------------------------------------------------------------------ |
| 1930 | Die drei von der Tankstelle                                 | Liebling, mein Herz läßt Dich grüßen, Ein Freund, ein guter Freund |
| 1931 | Gassenhauer                                                 | Hofserenade, Marie, Marie!                                         |
| 1931 | Bomben auf Monte Carlo                                      | Wenn der Wind weht über das Meer, Das ist die Liebe der Matrosen   |
| 1931 | Der falsche Ehemann                                         | Hasch mich, mein Liebling, hasch mich...                           |
| 1931 | Der ungetreue Eckehart                                      | (Comedian Harmonists synger som bartendere)                        |
| 1931 | Ihre Hoheit befiehlt                                        | Bißchen dies und bißchen das                                       |
| 1931 | Kreuzworträtsel                                             | Veronika, der Lenz ist da                                          |
| 1931 | Der Durchschnittsmann                                       | Chiquita                                                           |
| 1931 | Kabarettprogramm Nr. 6                                      | St. Pauli (med Maria Ney)                                          |
| 1932 | Die Comedian Harmonists singen Volkslieder                  | (Comedian Harmonists synger tyske folkesanger)                     |
| 1932 | Der Sieger                                                  | Es führt kein andrer Weg zur Seligkeit                             |
| 1932 | Ich bei Tag und Du bei Nacht                                | Wenn ich sonntags in mein Kino geh'                                |
| 1932 | Spione im Savoy-Hotel (Die Galavorstellung der Fratellinis) | Mach' mir's nicht so schwer, Ich bin so furchtbar glücklich        |
| 1933 | Kleiner Mann - was nun?                                     | Kleiner Mann, was nun?, Was dein roter Mund im Frühling sagt       |

## Efterfølgergruppe
Gruppen Berlin Comedian Harmonists er en gruppe der føler sig forpligtet at gengive Comedian Harmonists repertoire. De optræder i flere europæiske lande.